# ザンジバル北部州
ザンジバル北部州（ザンジバルほくぶしゅう、Mkoa wa Unguja Kaskazini）は、タンザニア東部インド洋に浮かぶウングジャ島（ザンジバル島）の北部を占める州である。ウングジャ島と北方のペンバ島を合わせた領域がザンジバル国家であった。人口136,953人（2002年）、州都はムココトニ（Mkokotoni）である。

## 隣接州
南部にザンジバル中部・南部州、ザンジバル都市部・西部州と接し、ザンジバル海峡を挟んだ大陸側は、タンガ州、プワニ州である。北方のペンバ島とはペンバ南部州と対峙する。

ザンジバル北部州の位置（拡大）

## 下位行政区画
- Kaskazini A (Distrikt)
- Kaskazini B (Distrikt)